# Яванский колонок
Яванский колонок (лат. Mustela lutreolina) — мелкий хищник семейства куньих.

## Описание
Яванский колонок длиной от 30 до 32 см, длина хвоста от 14 до 17 см, вес 295—340 г. телосложение похоже на колонка, но имеет более тёмную, чаще красновато-коричневую окраску меха.

## Распространение
Обитает на островах Явы и Суматры, Индонезии на горных вершинах высотой от 1 000 до 2 200 м над уровнем моря и в экваториальных лесах.
Яванский колонок генетически близок к колонку (Mustela sibirica), и есть предположение, что его поведение и образ жизни схожи. Животное ведёт ночной образ жизни, питаясь мелкими млекопитающими. Яванский колонок один из самых мало изученных представителей семейства куньих.